# Konstanty Rojek
Konstanty Rojek (ur. 16 grudnia 1892 w Komorowie, zm. 16 października 1953) – kapitan Wojska Polskiego, dowódca Legii Wrzesińskiej, oficer armii carskiej walczącej na froncie rosyjsko-niemieckim, dowódca I batalionu 66 Kaszubskiego Pułku Piechoty im. Marszałka Józefa Piłsudskiego, kawaler Orderu Virtuti Militari.

## Życiorys
Urodził się w Komorowie na Mazowszu jako syn Józefa i Władysławy z domu Pluta. Ukończył Szkołę Korpusu Kadetów w Petersburgu. W 1918 ożenił się z Ludmiłą Makarów. Z tego związku urodziło się dwoje dzieci: Konstanty Sergiusz (1928) i Marina Teresa (1936).
W 1920 wziął udział w wojnie polsko-bolszewickiej, podczas której został ranny. Po zakończonym leczeniu został przydzielony do 7 Dywizjonu Wojsk Samochodowych w Poznaniu. Następnie dowodził Legią Wrzesińską. W miejscowości Zagóźdź Legia została włączona do 66 Kaszubskiego pułku piechoty jako I batalion, którego pozostał dowódcą. Wraz z Legią przeszedł cały szlak bojowy tego oddziału. 14 grudnia 1920 Legia, licząca ok. 280 żołnierzy wróciła do Wrześni. Za zdobycie Kamienia Królewskiego w rejonie Kobryń-Horodec, w którym Legia toczyła najcięższe walki został odznaczony Krzyżem Srebrnym Virtuti Militari. Po przewrocie majowym w 1926 został przeniesiony do rezerwy i podejmował pracę w kilku firmach samochodowych m.in. we Wrześni.
W czasie okupacji, razem z bratem Józefem przebywał w niewoli niemieckiej w oflagu II B Arnswalde i II D Gross-Born. Po oswobodzeniu w 1945 przyjechał do Częstochowy, gdzie przebywała jego rodzina, a stamtąd przeniósł się do Poznania. 
Zmarł 16 października 1953 w wyniku obrażeń odniesionych w wypadku tramwajowym. Został pochowany 19 października 1953 na cmentarzu Junikowo w Poznaniu.

## Odznaczenia
- Krzyż Srebrny Orderu Wojskowego Virtuti Militari